# Georg Philipp August von Roth
Georg Philipp August von Roth (Dorpat, ma: Tartu, Észtország, 1783. október 19. – Dorpat, 1817. február 27.) balti német evangélikus lelkész, író, cenzor, egyetemi tanár

## Élete
Apja Johann Philipp Roth kanepi lelkész, anyja Beata Katharina Seefels volt. 1802 és 1803 közt teológiát hallgatott a Tartui Egyetemen, majd tanulmányait 1803 és 1806 közt egy német egyetemen folytatta. Észtországba való visszatérése után először magántanárként tevékenykedett, majd 1810-ben a Tartui Egyetem második észt oktatója lett, elődje Friedrich David Lenz volt.
Kulturális és történeli jelentőségre a Tarto maa rahwa Näddali-Leht című hetilapban végzett munkája révén tett szert. A lapot 1806-ban alapította apja, sógorával, Gustav Adolph Oldekoppal közösen. Az újság csak rövid ideig jelent meg (39 szám látott napvilágot), mert az orosz hatóságok betiltották. Egy észt nyelvű tankönyv szerzősége is hozzá köthető, amelyet az óráin használt, ez egyetlen nyomtatásban megjelent munkája is: ABD nink weikenne luggemisse ramat Tarto ma rahwa tullus Keiserlikko Tarto sure koli ramato kohto lubbaga (Tartu, 1814).

## Fordítás
- Ez a szócikk részben vagy egészben  a   Georg Philipp August von Roth című német Wikipédia-szócikk ezen változatának fordításán alapul.  Az eredeti cikk szerkesztőit annak laptörténete sorolja fel. Ez a jelzés csupán a megfogalmazás eredetét és a szerzői jogokat jelzi, nem szolgál a cikkben szereplő információk forrásmegjelöléseként.